# Träkumla Rom AB
Träkumla Rom AB är ett svenskt destilleri grundat år 2002. Företaget är det första och hittills enda destilleriet i Sverige av sitt slag. 
Destilleriet är beläget på Tjängdarve gård utanför Visby, Gotland. Företagets verksamhet innefattar att förädla sockerbetsråvara (melass och rå sockerbeta) till en produkt som av företaget benämns ”Altissima” som närmast motsvarar rom. Denna benämning är vald för att den produkt som kallas ”rom” måste tillverkas av råvara från sockerrör. 
Företaget framställer fyra varianter av produkten, både ljusa och lagrade. Dessa är Altissima Bigarrå, Altissima Pistage, Altissima Vulgaris och Altissima Lagrad. Förutom tillverkningen av dessa produkter innefattar företagets verksamhet även konferensverksamhet samt visningar och provsmakningar av produkterna.
Företaget verkar vara overksamt sent 2017 då de senaste uppdateringarna på hemsida (enligt extern länk) och Facebook verkar vara från 2014. Man anger ett samarbete med Stafva gård men inte heller på deras hemsida omnämns Träkumla.